# Giovanni Argoli
Pour les articles homonymes, voir Argoli.
Giovanni Argoli (né le 1er juillet 1609 à Tagliacozzo et mort vers 1660) est un écrivain et historien italien.

## Biographie
Giovanni Argoli né à Tagliacozzo, dans les Abruzzes vers l’an 1609 est le fils d’Andrea Argoli, Il s’appliqua de bonne heure à l’étude des belles-lettres, et, dès l’âge de quinze ans, il compose en italien et publie à  Rome en 1624 une Idylle sur le ver à soie, (Bambace e seta idillio). Deux années après encouragé par le succès de Giambattista Marino et du poème  Adonis, il en composer un du même genre. À cette fin, il se renferme dans une chambre, dérangé uniquement pour l'apport sa nourriture, et achève à l’âge de dix-sept ans son poème d’Endymion en sept mois. Ce poème bien que publié sous son nom ne convainc pas la critique sur l’authenticité et il est soupçonné de l'avoir emprunté à son père, qui cependant n’avait jamais fait de vers. En 1632, Giovanni Argoli suit à Padoue, son père, qui obtient une chaire de mathématiques et se consacre à l’étude de la jurisprudence devenant docteur en droit. Par la suite il abandonna cette voie  et retourne aux belles-lettres, qu’il enseigne à Bologne jusque vers l’an 1640. Sans négliger les belles-lettres, il revint à la jurisprudence et occupe dès lors différents emplois civils, dans les États de l'Église, obtenant par l’entremise du cardinal Antonio Barberini, celui de podestà, ou bailli, à Cervia, et ensuite à Lugo. On ne connaît pas la date précise de sa mort qui est estimée aux alentours de l’an 1660,,.

## Publications
- Idillio de la Bombace, e Seta. Trasformationi pastorali, Rome, nella stamperia della Cam. Apost., 1624 (lire en ligne)
- L'Endimione poema di Giouanni Argolo all'illustrissimo, & eccellentissimo sign. don Filippo Colonna, Terni, nella stamperia di Tomasso Guerrieri, 1626 (lire en ligne)
- Le discordie di Perone.

### Vers latins
- Epithalamium in nuptiis Thaddei Barberini et Annae Columnae, Rome, 1629, in-8;
- Iatro-laurea G. Naudaei Parisini Graeco carmine inaugurata a L. Allatio, Latine reddita a B. Tortoletto et. J. Argolo, Rome, 1733, in-8.

### Ouvrages sur la philologie et l’archéologie
- lettre sur une pierre sépulcrale antique, insérée dans le premier tome du recueil : De Quaesitis Per Epistolas a Claris Viris Responsa Fortunii Liceti, Bologne, 1640, in-4, page 112, sous ce titre : De lapide speculari veterum, de Gypso in Herculis Clypeo, et de impostura lapidis indici apud Thuanum : elle est datée de Padoue, le 1er juin 1639 adressée à Fortunio Liceti ;
- Épître, sur un temple de Diane : Epistola ad Jacobum Philippum Tomasinum de templo Dianae Nemorensis, insérée dans l’ouvrage de Tomasini, De donariis ac tabellis votivis liber singularis, 1654, in-4, p.  13, et que l’on trouve aussi dans le Thesaurus antiquitatum Romanarum, de Johann Georg Grævius, tome XII, p.  751 ;
- Édition des traités d’Onofrio Panvinio, sur les jeux du cirque et sur les triomphes des Romains paru à Padoue, en 1642, in-folio, et ensuite, dans la même ville, en 1681 in-folio, sous le titre : Onuphrii Panvinii Veronensis De Ludis Circensibus Libri II - De Triumphis Liber unus - Quibus universa fere Romanorum veterum sacra, ritusque declarantur, ac figuris aeneis illustrantur, cum notis J. Argoli J.U.D. et additamento N. Pinelli. On la trouve aussi au commencement du neuvième tome du Thesaurus antiquitatum Romanarum de Grævius. Argoli a laissé en manuscrit : Vitae Columellae et Q . Curtii Rufi ; Animadversiones in auctorem ad Herennium ; une traduction italienne des Philippiques de Cicéron ; Libellus de aqua Martia ; Commentaria in Tacitum ; Notae in Juvenalem et Persium ; Indagines, ubi expunctiones auctorum ac eorum menda continentur.